# Stadl (Waldkirchen)
Stadl (ältere Schreibweise: Stadel) ist ein Gemeindeteil der Stadt Waldkirchen im niederbayerischen Landkreis Freyung-Grafenau. Bis 1946 war Stadl eine selbstständige Gemeinde.

## Lage
Das Dorf Stadl liegt im Bayerischen Wald etwa drei Kilometer nordöstlich von Waldkirchen.

## Geschichte
Die Siedlung unterstand dem Amt Waldkirchen des Pfleggerichtes Leoprechting im Hochstift Passau. 1787 bestand der Ort aus zehn Anwesen. Er wurde 1803 mit dem größten Teil des Hochstiftsgebietes zugunsten des Kurfürstentums Salzburg von Erzherzog Ferdinand von Toskana säkularisiert und fiel erst 1805 an Bayern.
Die Gemeinde Stadl ging mit dem Gemeindeedikt von 1818 aus dem gleichnamigen Steuerdistrikt hervor. Orte in der Gemeinde waren Auerbach, Edelmühle, Höllmühle, Manzing, Neufang, Oberndorf, Pollmannsdorf, Poppenreut, Reichermühle, Reichling, Roblhäusl, Solla, Stadl, Traxing und Vordereben. Mit Wirkung vom 1. Januar 1946 wurde die Gemeinde aufgelöst und die Orte Auerbach, Edelmühle, Solla und Stadl wurden in die Gemeinde Böhmzwiesel eingemeindet. Die weiteren Gemeindeteile gingen an die Gemeinden Hintereben, Ratzing und Schiefweg. Am 1. Januar 1978 wurde die Gemeinde Böhmzwiesel im Zuge der Gebietsreform in Bayern in die Stadt Waldkirchen eingegliedert.